# ハルミン
ハルミン (harmine) は、インドール構造とピリジン環を持つ三環式のβ-カルボリンアルカロイドに属する。自然界に広く分布し、植物、海洋生物、昆虫、哺乳類、またヒトの生体内に存在する。様々な国で伝統的に様々な用途の薬として用いられており、近年の研究は抗真菌、抗腫瘍、血管弛緩作用、インスリン感受性増加、幻覚性を明らかにしている。蛍光に発光する特性のため様々な試験に用いられる。
多くの植物に含まれ、特に中東の植物ペガヌム・ハルマラ(ハルマルあるいはシリアン・ルーとも) や、南米のつる植物バニステリオプシス・カーピに含まれている。ハルミンを含む薬草の調合剤アヤワスカは、アマゾンの部族の儀式にて摂取される幻覚性の飲料である。
ハルミンは、モノアミンの分解を担う可逆性モノアミン酸化酵素A阻害薬(RIMA)である。ハルミンはMAO-Aに選択的に結合し、類縁体のMAO-Bは阻害しない。このモノアミン酸化酵素阻害作用は、食品に含まれるチラミンや、他の医薬品との相互作用が命に関わることにつながりうることを示す。アヤワスカのうつ病に対する効果、ハルミン単独で、生体での膵β細胞の増殖を誘導し血糖調節を改善できるという予備的な研究が示されている。

## 歴史
ハルミンは、1847年にペガヌム・ハルマラ Peganum harmala の種子から初めて単離された。

## 自然界での分布
自然界に広く分布し、植物、海洋生物、昆虫、哺乳類、またヒトの生体内に存在する。
ハルマル (harmal、学名Peganum harmala L.）は、東地中海地域に自生する多年生植物で、ワイルド・シリアン・ルー(Wild Syrian rue)とも呼ばれる。植物は、イランではエスパンド(Espand)、北アフリカではハーメル(Harmel)、アメリカではメキシカン・ルーやアフリカン・ルーとしても知られる。これに含まれるハルミンやハルマリンは、有益な効果に関係する最も重要なアルカロイドである。
加えて、ハルマルが属するハマビシ科では、その他に少なくとも Peganum nigellastrum と Zygophyllum fabago の2種がハルミンを含んでいる。
キントラノオ科のバニステリオプシス・カーピもまた、ハルミンをはじめとするアルカロイドをふくんでいる。
研究者のキャラウェイとブリトおよびネベスは、カーピが0.31–8.43%のハルミンを含んでいることを明らかにしている。
加えて、キントラノオ科の少なくとも3種、すなわち　Banisteriopsis の2種と Callaeum antifebrile が、ハルミンを含んでいる。
ハルミンとハルマリンは内因性化合物として体内に存在する。アルコール依存症、薬物依存症、喫煙者において高い濃度で見出されている。
研究者のアレクサンダー・シュルギンは、タテハチョウ科に属する7種の蝶を含む30の異なるハルミンを含む生物種を一覧にしている。リストアップされたハルミン含有植物は、タバコやトケイソウ/パッションフルーツ、その他おびただしい数の植物などである。

## 機序
モノアミン類は以下のような多くを含む。セロトニン、ドーパミンなど神経伝達物質や、ホルモンのメラトニン、シロシビン、ジメチルトリプタミン (DMT)、メスカリンといった多くの幻覚剤である。通常人体ではモノアミン酸化酵素が、これらモノアミン類を分解している。
モノアミン酸化酵素阻害剤 (MAOI) は、神経伝達物質の分解を抑えることによってこれらの化学物質の人体の補充を助ける。MAOIは国外で抗うつ薬として使用され、最近のものは安全性ためMAOI-BではなくMAOI-Aに選択的に作用するよう改良されてきた。（日本では抗うつ薬としては使われず、MAOI-Bであるセレギリンが抗パーキンソン病薬として用いられている。）
ハルミンは大幅にMAO-Aを阻害するが、MAO-Bには影響せず、また可逆性である。ハルミンはまた、高用量では脳由来神経栄養因子(BDNF)タンパク質の濃度を高める。BDNFは抑うつ状態において減少するものである。
ハルミンはまた、抗不安薬であるベンゾジアゼピンと全く逆の作用する、GABAA受容体の逆アゴニストである。

## 伝統的用途
ハルミンやバニステリオプシス・カーピは、共に向精神薬として伝統的に用いられてきた。
B・カーピは、伝統的にアマゾンの部族の儀式における、アヤワスカという幻覚性の飲料に配合されてきた。それはジメチルトリプタミン（DMT）を含む植物と共に配合されている。また伝統的に単体でも飲料として消費されている。通常は、DMTは経口での摂取では胃の中で酸化され不活性となるが、ハルミンのモノアミン酸化酵素阻害作用によって作用するようになる。現代の実験者によって、ハルミンおよび飲料に含まれる物質とその他の多くの薬剤と同時に使用した場合の効果が検討された。多くの幻覚剤は、このような方法で使用した場合は効力が増すことが明らかになっている。
ハルマルは、イランではよく知られた植物であり、広く中央アジア、北アフリカ、中東にて長い間にわたり薬用植物として用いられてきた。抗菌薬としても用いられ、例えばサウジアラビアでは抗真菌薬として伝統的に用いられてきた。一部の地域で、伝統的に糖尿病の民間療法として用いられてきた。また高血圧、心臓病の治療に頻繁に使用されている。伝統的にパーキンソン病に、あるいは他の神経系の状態として、痛みや、抗うつ作用である。また伝統的に、がんおよび腫瘍に対してであり、例としてモロッコでは皮膚や皮下腫瘍に用いられる。

## 蛍光発光

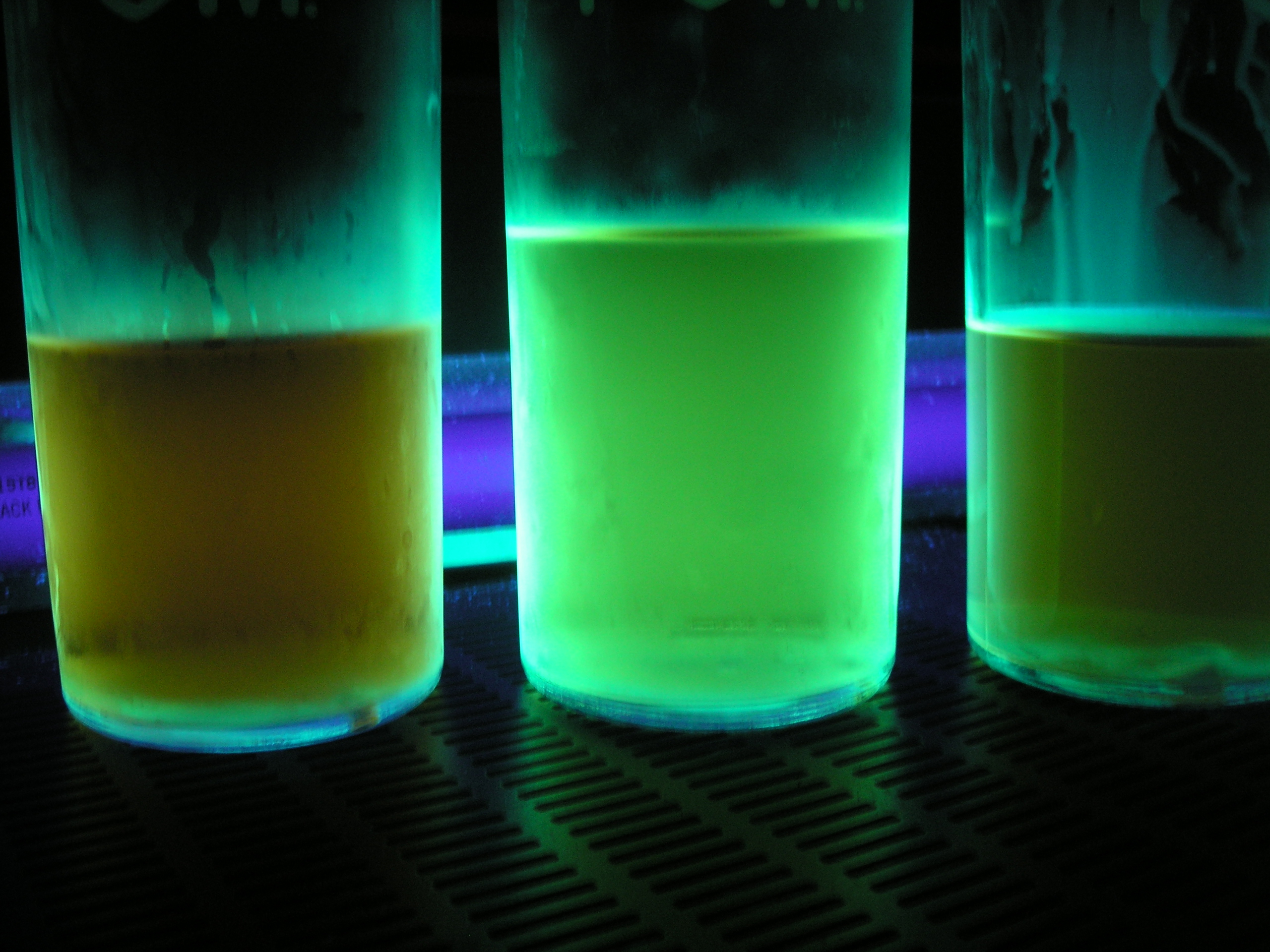
ハルマリンとハルミンは、紫外線下で蛍光を示す。図の3つの抽出物は、中央が一番高い濃度のハルマリンおよびハルミンを含んでいることを示している。

ハルミンはまた、便利な蛍光性pH指示薬である。局所的な環境のpHが増大すると、ハルミンの蛍光発光は減少する。
放射性同位元素の炭素11で標識したハルミンは、MAO-Aに結合することを利用し、ポジトロン断層法 (PET) 神経画像検査に用いられる。

## 医学研究
ハルミンには鎮痛作用が見られる。

### 抗菌作用
ハルミンには抗菌作用、抗真菌、抗寄生虫作用、殺虫作用がある。。
オカ（Oxalis tuberosa）の根分泌物に見いだされるハルミンは、殺虫作用を示す。

### 抗うつ作用
近代的な医薬品としてのモノアミン酸化酵素阻害薬は、1950年代より用いられている。
ハルミンは、その機序により抗うつ薬の有力な代替薬である。古来より用いられるアヤワスカの、うつ病に対する治療研究が知られている。
ラットの神経幹細胞における脳の脳室下帯と海馬の歯状回の細胞新生が観察されており、その関与が考えられる。

### 抗がん作用
2010年、Journal of Photochemistry and Photobiology B 誌で、ハルミンなどのβ-カルボリン類（MAO阻害剤）がDNAに結合し、抗腫瘍活性を示すことが示された。ハルミンは類縁体のハルマリンよりも100倍強くDNAに結合する。
ハルミンは、HL60およびK562細胞株に対して細胞毒性を示した。これによって、P. harmala のこれらの細胞株に対する毒性を説明することができる。
血管新生阻害作用も見出されている。

### 膵ベータ細胞の修復
糖尿病の治療の研究では膵β細胞の再生や増殖を誘導する治療薬が必要とされており、その探索のためにスクリーニング（HTS）を行い、ハルミンが候補に挙がった。マウスとヒトにおける生体での研究では、膵β細胞の増殖を誘導し血糖調節を改善できることが示された。

## 副作用
ハルミンおよび多量のハルミンやその他のハルマラアルカロイドを含む植物は、うつ病に対する安全な治療薬としては医学界では一般的に考えられていない。しかしながら、これはMAO-AとMAO-B間で選択性がないMAO阻害剤を用いた実験によって過去に固まってしまった偏見である。チーズなどチラミンを多量に含む食物を摂取する際、MAO-AやMAO-Bを阻害すると、チラミンが分解されず危険なレベルまで蓄積してしまう。ハルミンは可逆的にMAO-Aを阻害するため、ハルミンを含むハルマラアルカロイドはこのような「チーズ症候群」を引き起こしにくい。

## 過剰投与
経口あるいは静脈注射による30-300 mgのハルミンの投与は、興奮や徐脈、頻脈、視覚のぼけ、低血圧、痺れ、幻覚を引き起こす。診断の確証のため、血清あるいは血漿中のハルミン濃度が測定される。血漿消失半減期は1–3時間程度である。